# Kraftwerk Höngg
Das Kraftwerk Höngg (bis 1973 Kraftwerk «Am Giessen») ist ein Laufwasserkraftwerk auf der Werdinsel im Quartier Höngg der Stadt Zürich.
Es wurde 1893 von Robert Waser zur Stromversorgung seiner «Werdmühle» beim Bahnhof in Zürich-Altstetten als privates Wasserkraftwerk an der Limmat errichtet und gehört seit 1973 dem Elektrizitätswerk der Stadt Zürich (EWZ).

## Geschichte
Seit 1365 ist am Höngger «Mülli-Giessen» auf der Werdinsel eine Mühle bezeugt. Damals kaufte das Kloster Wettingen die Mühle in der Au von den Rittern von Seen. Ab 1752 wurde dort eine städtische Pulvermühle betrieben. Die Mühle samt Ländereien der ehemaligen Pulvermühle wurden 1817 an den Fabrikanten Heinrich Strickler verkauft, der neben der Mühle eine Flachsspinnerei errichtete.

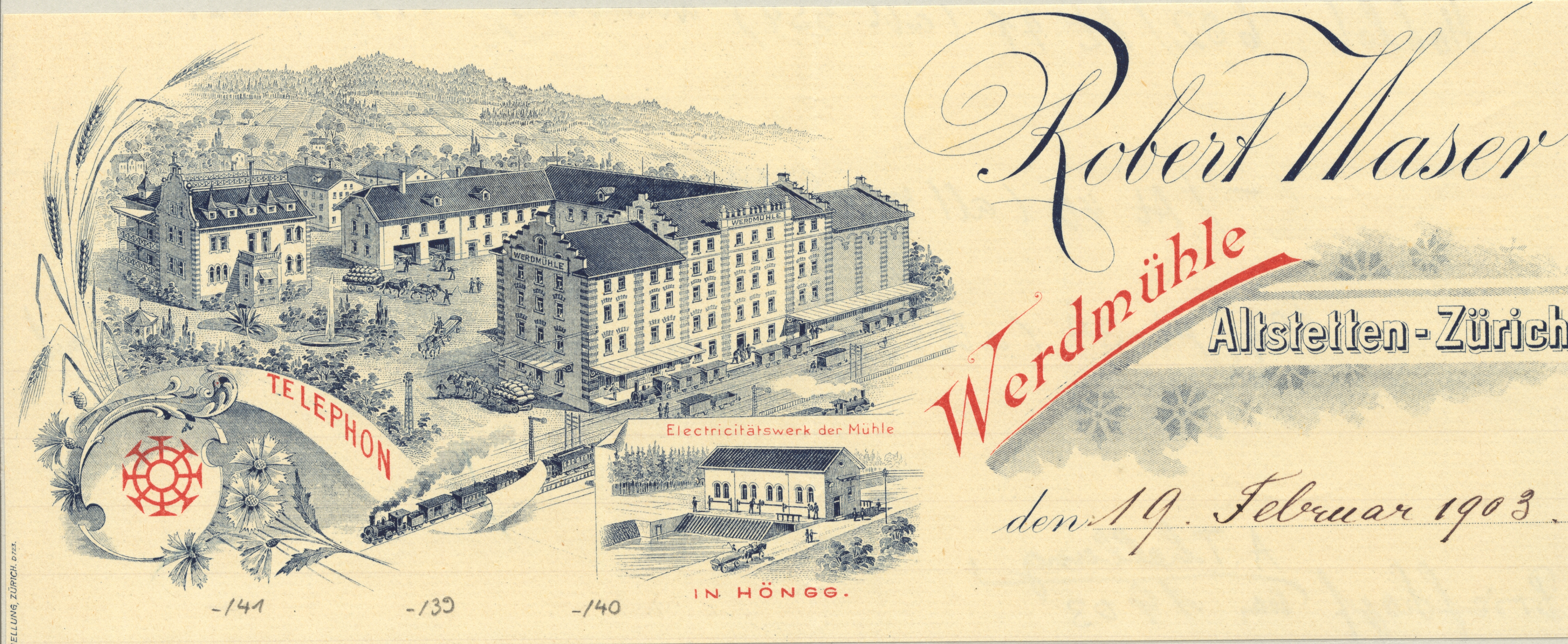
Werdmühle in Altstetten 1903

1893 erwarb Robert Waser das Areal der Hanf- und Flachsspinnerei Höngg sowie von der Gemeinde Höngg die Wasserrechte des «Mülli-Giessen». Er wollte seinen Mühlebetrieb, die obere «Werdmühle», vom Sihlkanal nach Altstetten verlegen.  Um seinen Betrieb mit Energie versorgen zu können, liess er 1893 an der Limmat das Elektrizitätswerk «Am Giessen» bauen. Beim früheren «Mülli-Giessen» wurde der Wasser-Kanal (Fabrikkanal) gegraben, der das Gelände der ehemaligen Mühle zur Insel (Werdinsel) machte.

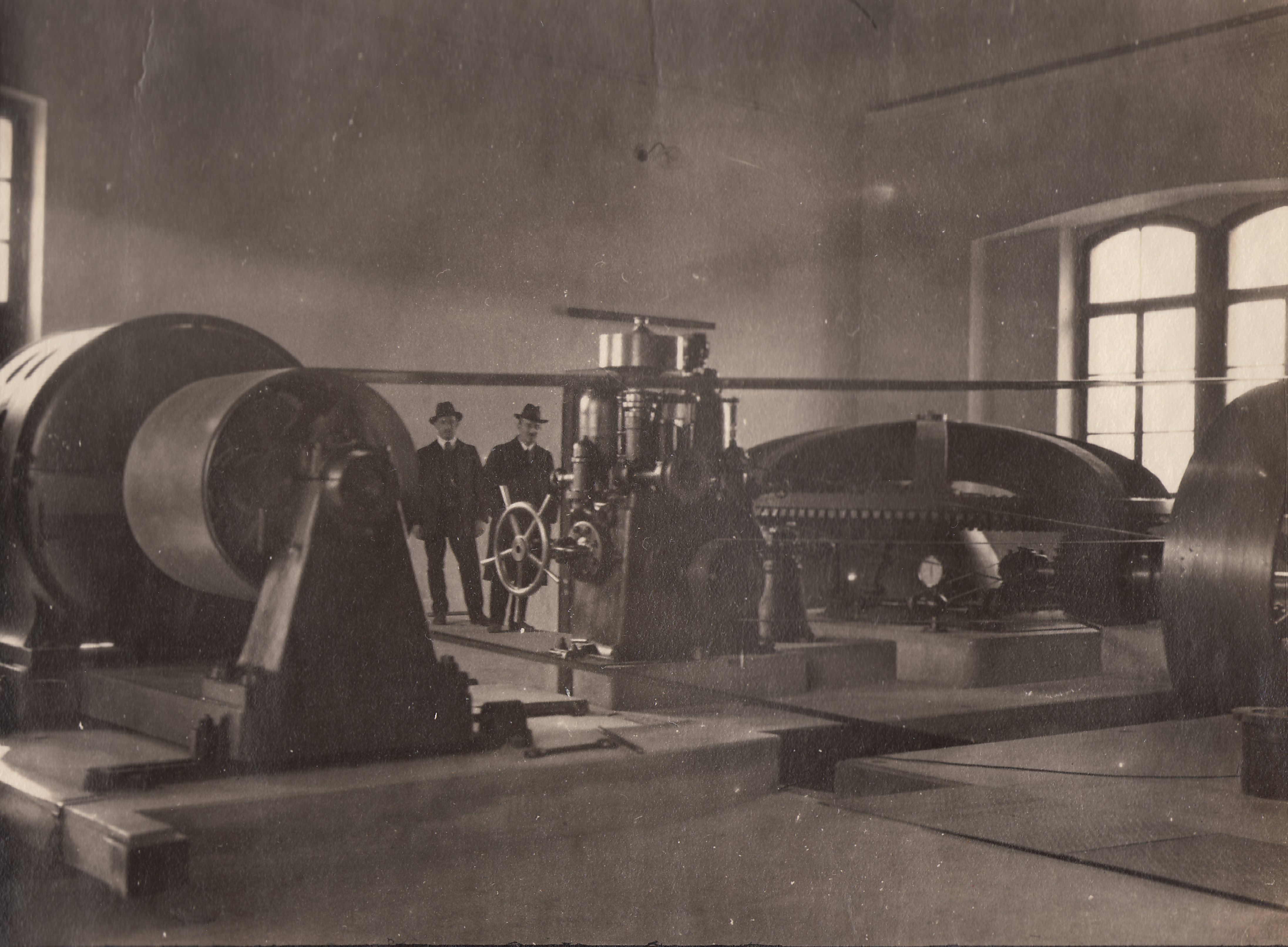
Francis-Turbine mit Generator 1918

Das Kraftwerk wurde mit einer Jonval-Turbine von Rieter ausgerüstet, 1900 kam eine zweite und 1917 eine Francis-Turbine der Escher Wyss AG mit einem Generator der Maschinenfabrik Oerlikon dazu. Ab 1898 betrieb Waser seine neu erstellte «Werdmühle» am Standort in Altstetten mit dem Strom aus seinem Kraftwerk. Der elektrische Strom erlaubte nun einen vom Flusslauf unabhängigen, verkehrsgünstigen Mühlestandort. Dem Kraftwerk wird durch einen künstlich angelegten Wasser-Kanal (Oberwasserkanal und Unterwasserkanal) unterhalb des Hönggerwehrs Limmatwasser zugeführt.
Von 1978 bis 1987 konnte der Umbau der bestehenden Anlage dank der Kombination mit der zur Erhaltung des Grundwasserspiegels (Gebiet des Grundwasserpumpwerks Hardhof) notwendigen Erneuerung des Stauwehres Höngg realisiert werden. Eine alte Jonval-Turbine wurde mit einem wegen der geringeren Fallhöhe verkleinertem Prototyp (Niederdruckturbinenentwicklung) einer Hochleistungs-Straflo-Turbine der Escher Wyss AG, einer Weiterentwicklung der Kaplan-Rohrturbine, ersetzt. Die beiden Turbinenveteranen wurden als Museumsstücke betriebsfähig erhalten.
Die Straflo-Turbine wurde später durch eine Rohrturbine (Getrieberohrturbine) üblicher Bauart ersetzt. Die neue Turbine hat eine nutzbare Leistung von 1,2 MW und erzeugt mit jährlichen 8 GWh elektrischer Energie rund das 2,3fache der bisherigen drei Turbinen zusammen.

## Heutige Produktion und Eventkraftwerk
Das Werk Höngg produziert heute Strom mit der Rohrturbine und wurde Ende 2000 als erstes Wasserkraftwerk mit dem Label «naturemade star» zertifiziert. Es erfüllt unter anderem mit seiner Fischtreppe, der hohen Restwassermenge und der naturbelassenen Ufergestaltung die höchsten Umweltstandards.
2005 wurde im Maschinensaal ein Kraftwerkmuseum integriert. Eine Multimediaschau zeigt, wie die Stromproduktion und -verteilung funktioniert, die über hundertjährigen Jonval- und Francis-Turbine sowie die moderne Getrieberohrturbine werden präsentiert und die beiden historischen Turbinen zu Demonstrationszwecken in Betrieb gesetzt.

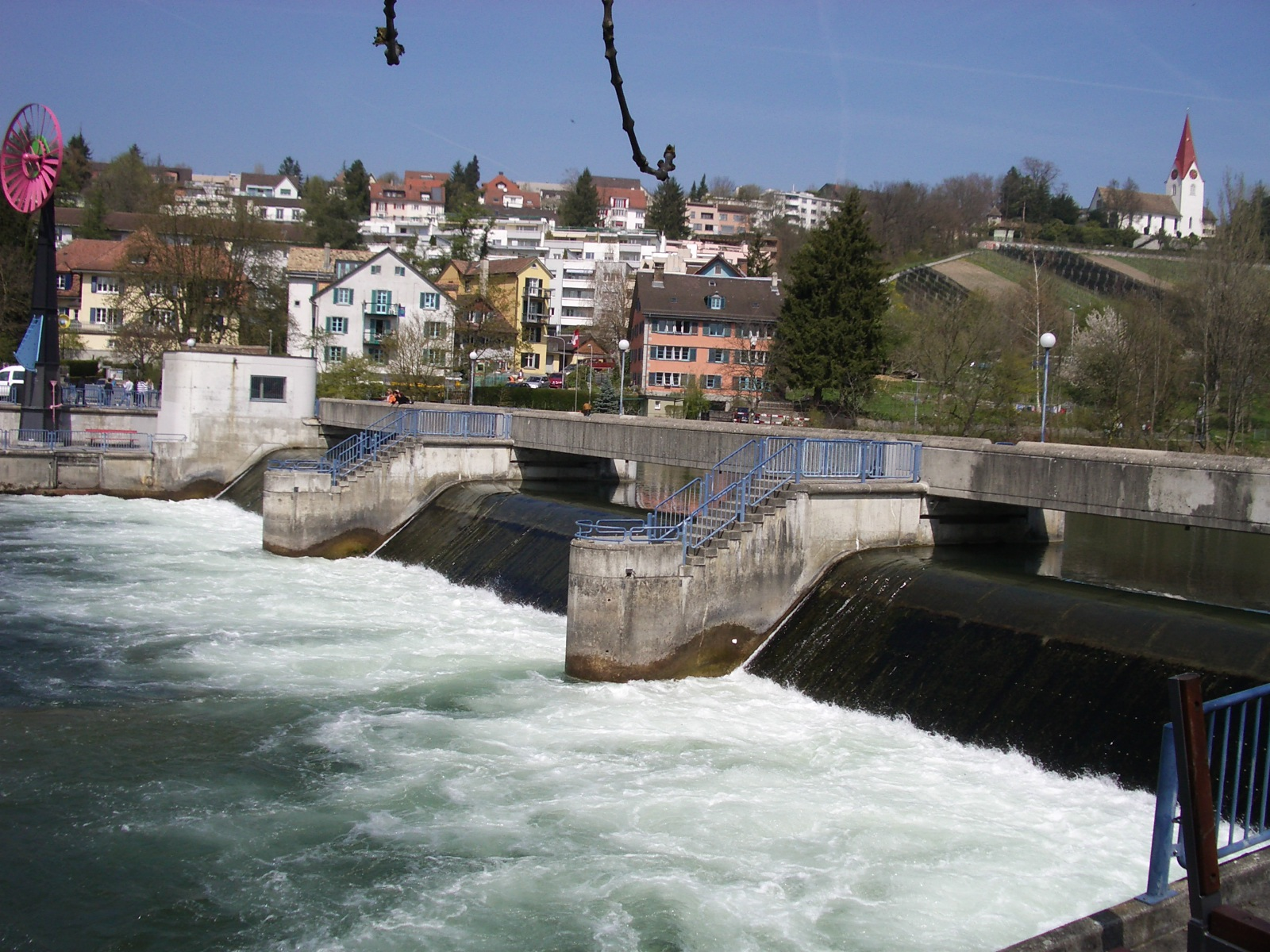
Limmatwehr Höngg
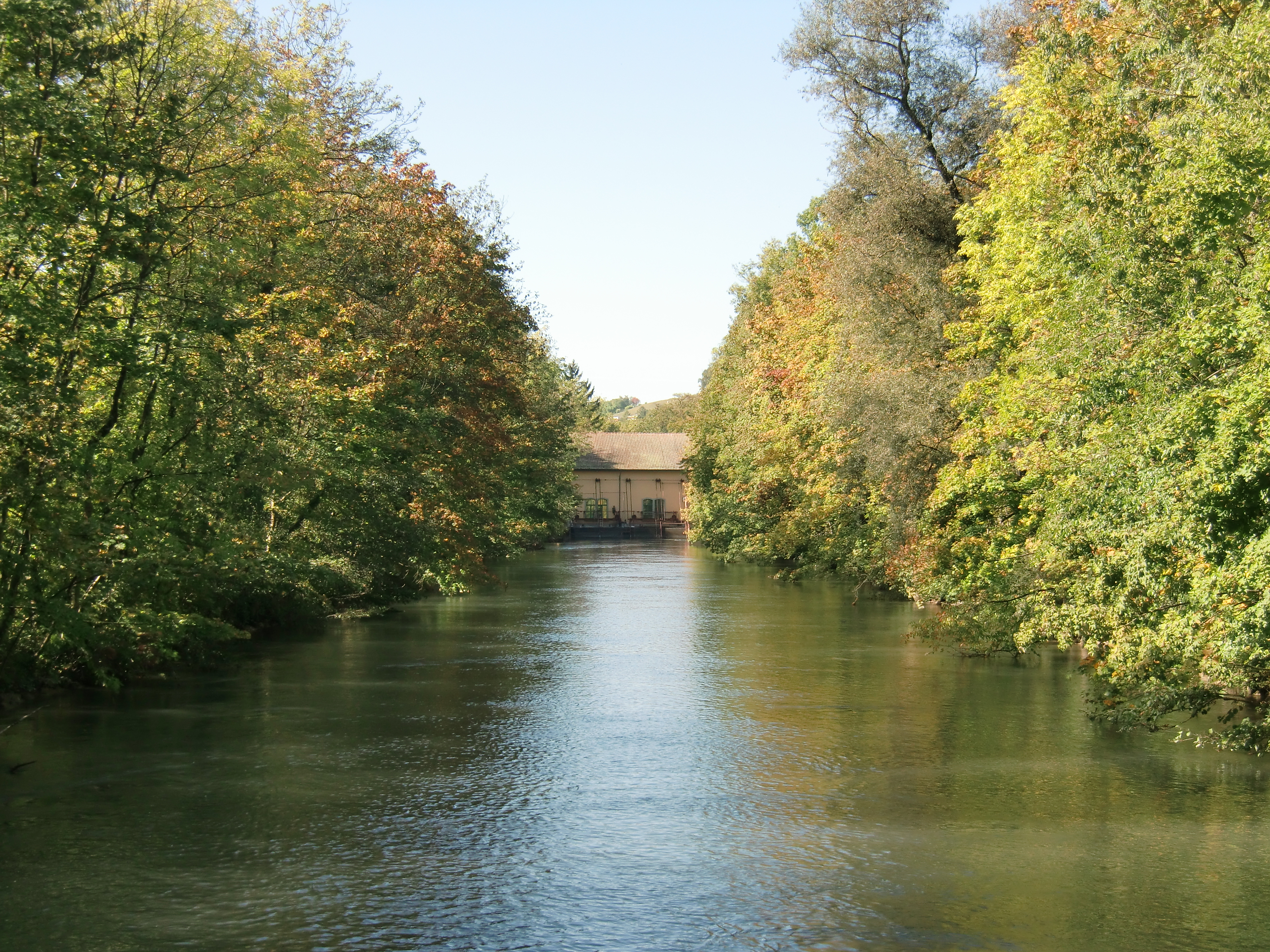
Oberwasserkanal
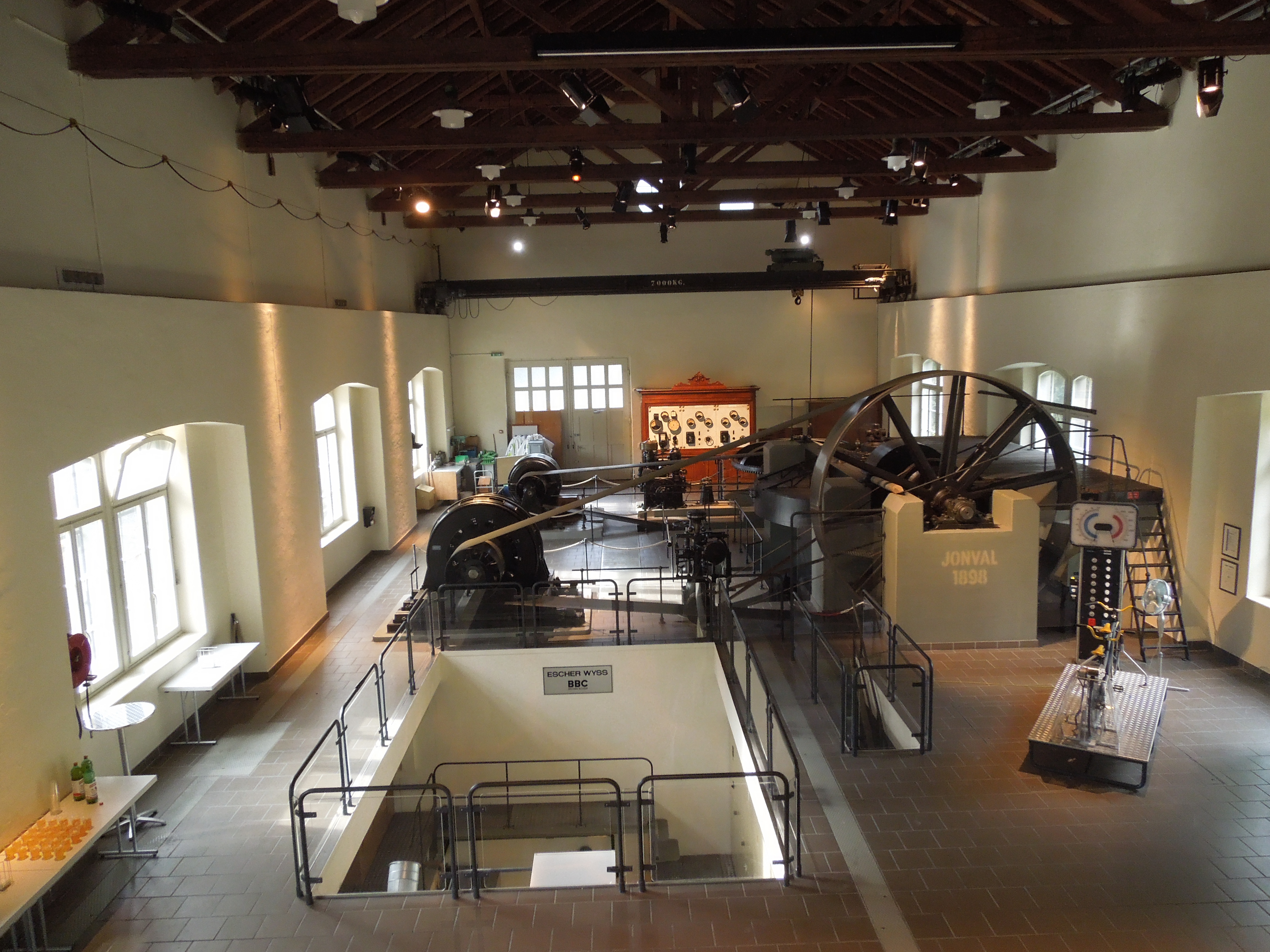
Maschinensaal
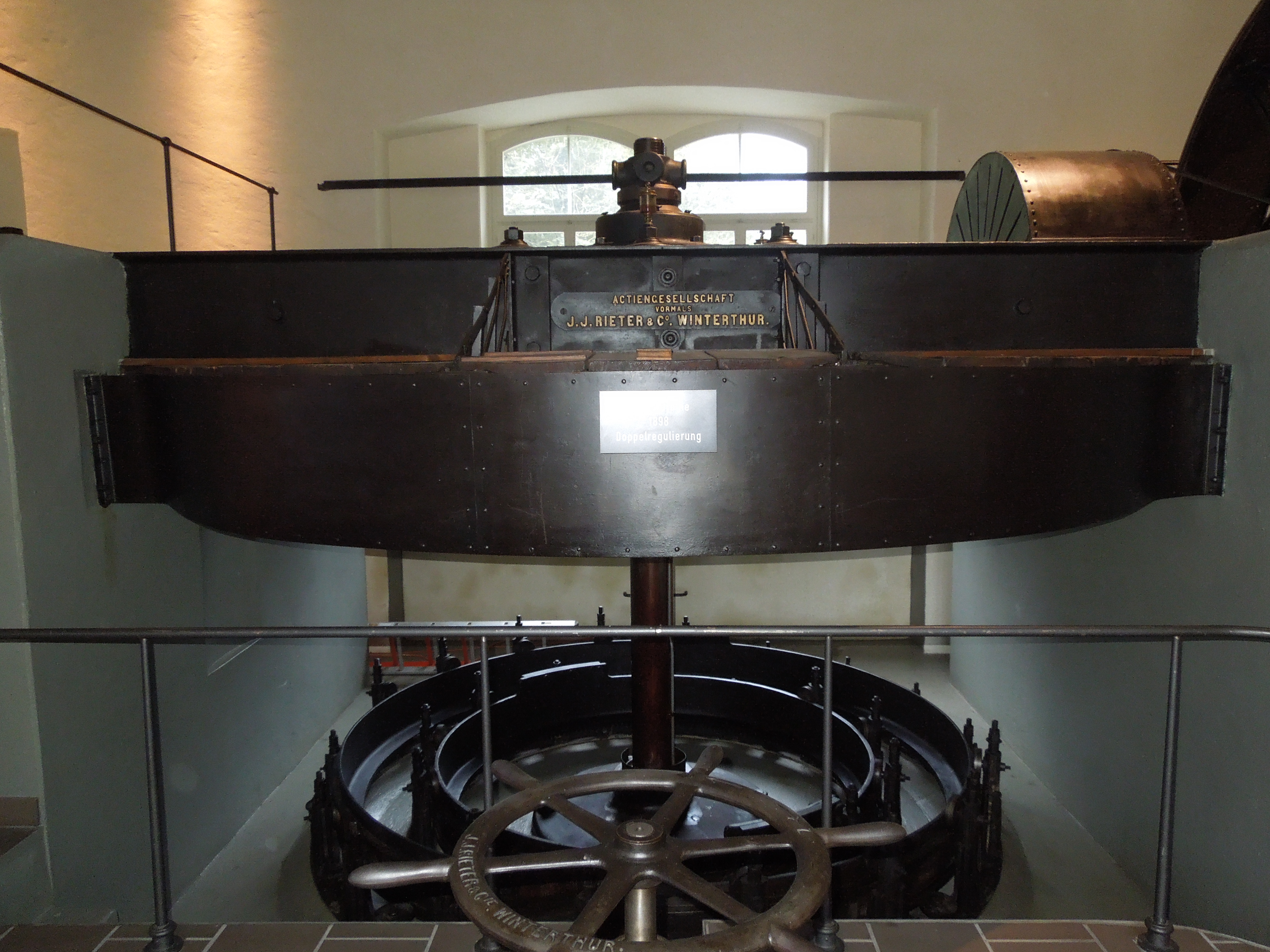
Doppelregulierung der Jonvalturbine von 1898, Rieter Winterthur